# Успенський собор (Чернігів)
Успе́нський собо́р — у Чернігові. Головний храм Єлецького монастиря. Пам'ятка мурованої монументальної архітектури XII століття, складова Національного архітектурно-історичного заповідника «Чернігів стародавній».
Споруджений у 2-й половині XII століття. Будувався за зразком однойменного храму Печерського монастиря в Києві. Сучасного вигляду набув після капітальної реставрації за головування архімандрита Йоаникія Ґалятовського. Тринефний, триапсидний, шестистовпний храм, хрестово-купольний за планом. Наразі — чотирибанний.
Офіційна назва — Собо́р Успі́ння Пресвято́ї Богоро́диці.

## Історія
Це один з перших давньоруських храмів, при будівництві якого було застосовано рівношарову кладку. Відмінність від київського храму в тому, що з трьох сторін були споруджені невеликі притвори, а в південно-західному куті була влаштована капличка з апсидою, імовірно хрещальня. Інтер'єр прикрашали керамічні та шиферні плитки, вітражі та фрески. Фресковий живопис XII століття вирізнявся високохудожньою майстерністю, але до сьогодні зберігся лише фрагментарно (приблизно 250 м²). Проєктувався і будувався як однокупольний храм.
У 1239 році був частково зруйнований ординцями.

Відновлений у 1445-1499 роках. У 1642 (1611) році в результаті пожежі в соборі обвалились склепіння. Іоаникій Галятовський пише про це так:
«Тогда верхи мурованные над хором и по бокам упали, на остаток и великий верх мурованный в засклепеню ся проламал и упал, и учинил грамот великий, который по всем Чернигове люди чули»
У 1635-1649 роках відремонтований монастир разом з храмом належав Греко-католицькій церкві. Можливо саме тут у 1646 році Кирило (Транквіліон) Ставровецький надрукував першу в Чернігові книгу «Перло многоценноє». 
Після Хмельниччини захоплений православними. Собор було капітально перебудовано за архімандрита Іоаникія Галятовського у 1668-1670 роках. Формування монастирського архітектурного ансамблю завершилось у XVII-XVIII століттях і комплекс набув рис українського бароко.
У 1698 році на замовлення Ю. Я. Лизогуба до південного боку собору було прибудовано усипальницю для Я. К. Лизогуба (після освячення 1701 року отримала назву церква Св. Якова).
Собор було прикрашено триярусним позолоченим різьбленим іконостасом, створеним на кошти ктитора монастиря В. А. Дуніна-Борковського у 70-80-х роках XVII ст. (не зберігся).
Під час Німецько-радянської війни собор був спалений. Впродовж 1956-1960 років велись роботи з його дослідження та реставрації. Після включення до архітектурно-історичного заповідника «Чернігів стародавній» церква продовжила діяти як музей[джерело?].

## Некрополь
У храмі поховано Іоаникія Галятовського (1688), Л. А. Полуботка (1695). Деякий час у соборі покоївся В. А. Дунін-Борковський (1702; далі, імовірно, труну перепоховали у бобровицькому маєтку полковника, де могила була знищена повінню. До 1920-х років у соборі зберігалась надгробна плита з епітафією, складеною Іоанном Максимовичем).

## Галерея

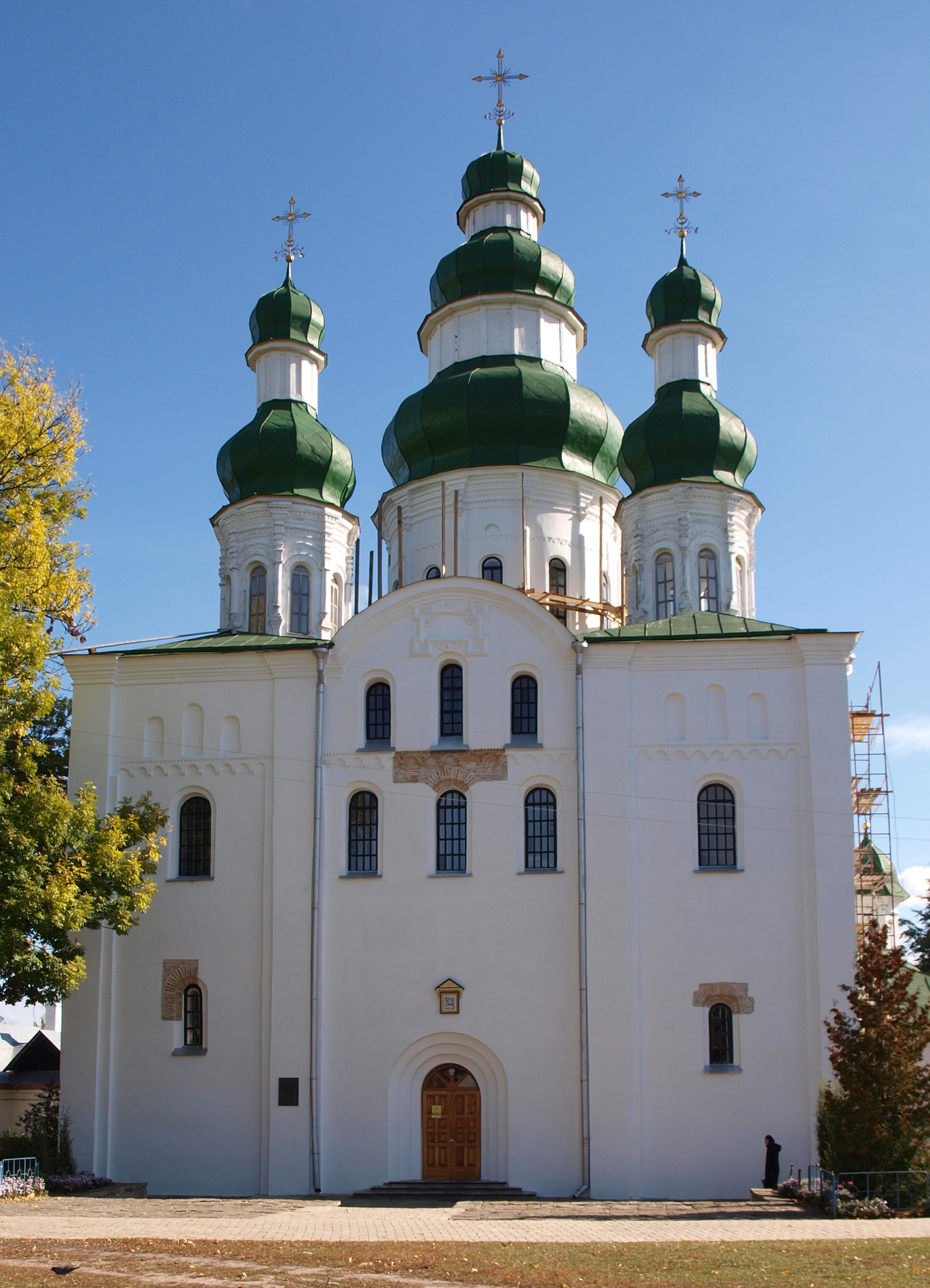
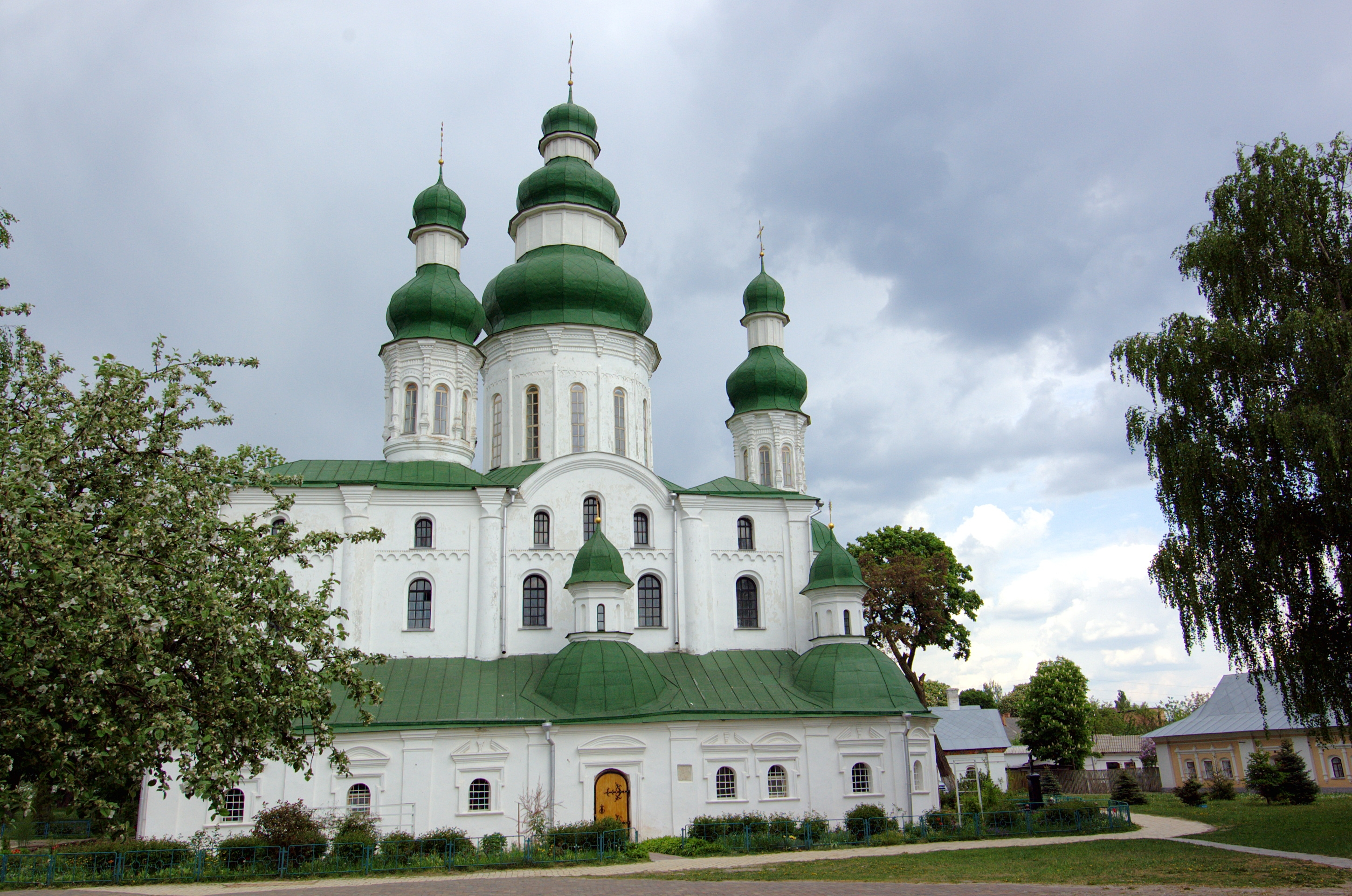
Успенський собор з прибудованою церквою-усипальницею Лизогуба (внизу)
Стінопис
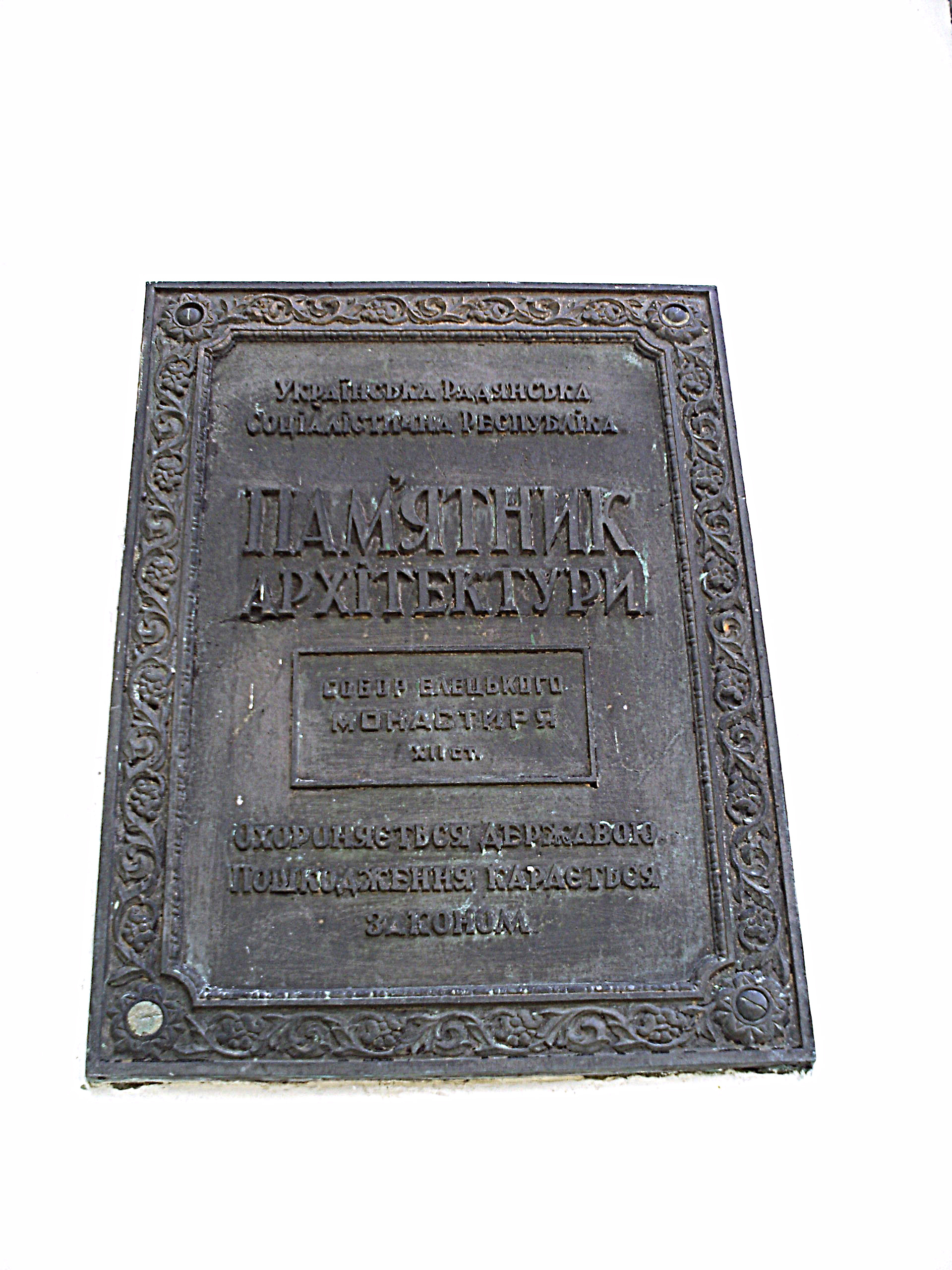
Успенський собор — пам'ятка архітектури
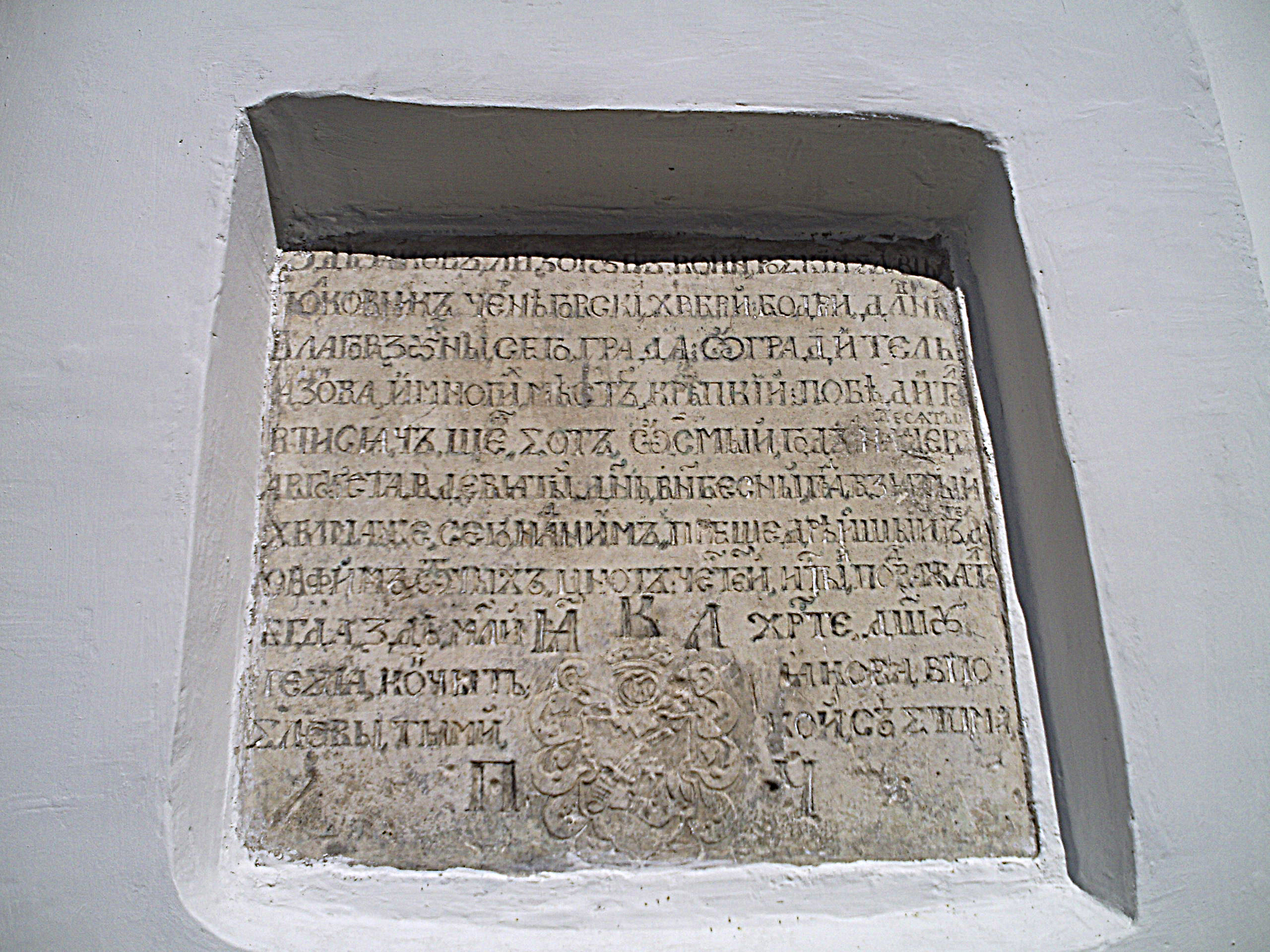
Епітафія Якову Лизогубу при вході до церкви Якова
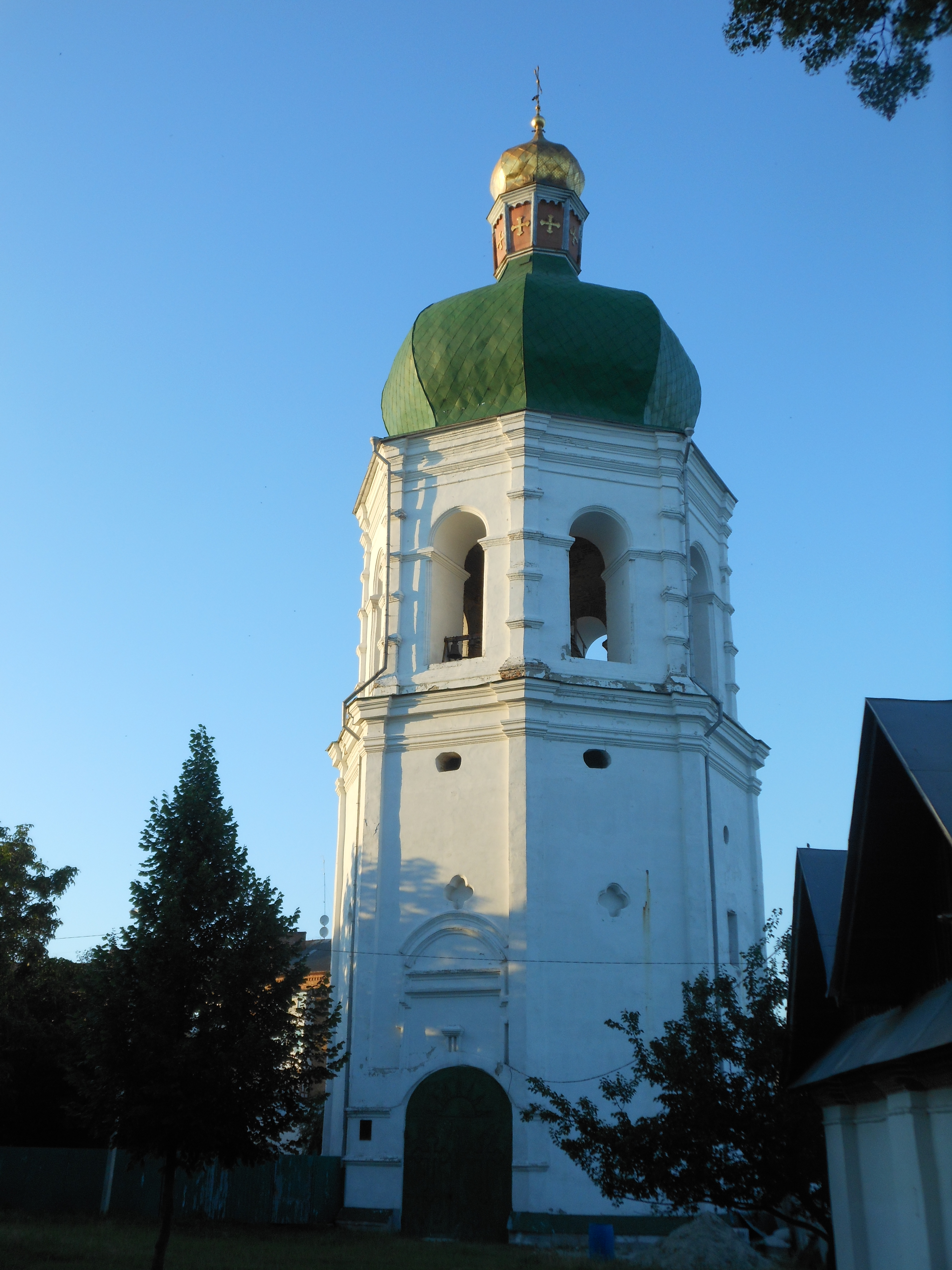
Дзвіниця Успенського собору